# 豊田幹司郎
豊田 幹司郎（とよだ かんしろう、1941年8月14日 - ）は、日本の実業家。アイシンの会長。トヨタ自動車初代会長豊田英二の長男である。

## 人物・経歴
武蔵工業大学工学部経営工学科卒業。1965年に新川工業（アイシンの前身）入社。その後、アイシン精機（現:アイシン）で1979年取締役に昇格。1983年常務取締役。1985年専務取締役。1988年取締役副社長。1995年6月に取締役社長。1999年6月にアイシン・エーアイ会長。2004年藍綬褒章受章。2005年6月よりアイシン精機取締役会長。2011年旭日重光章受章。コンポン研究所取締役なども務めた。2022年アイシンの取締役会長を退任。同社相談役に就任。